# Testament (groupe)
Pour les articles homonymes, voir Testament et Legacy.
Testament est un groupe de thrash metal américain, originaire de Berkeley, en Californie. Formé en 1983 sous le nom de Legacy, le groupe se compose du chanteur Chuck Billy, des guitaristes Eric Peterson et Alex Skolnick, du bassiste Steve DiGiorgio. Depuis sa création en 1983, le groupe connait un bon nombre de changements de formation, Peterson restant le seul membre constamment présent. Billy remplace l'ancien chanteur Steve Souza en 1986, avant l'enregistrement de leur premier album studio album, The Legacy, et restera membre du groupe depuis. Billy et Peterson sont les seuls membres à participer sur chaque album.
Testament est souvent crédité comme l'un des groupes les plus populaires de la scène thrash metal,,, avec plus d'1,4 million d'albums écoulés aux États-Unis selon SoundScan, et 14 millions d'albums à l'international. Après sa signature chez Atlantic Records en 1986, le groupe publie son premier album, The Legacy, en 1987. En date, le groupe compte dix albums studio, quatre albums live, six compilations, et six singles.

## Biographie

### Débuts (1982–1988)
Testament est formé dans la région de San Francisco en 1983 par le batteur Louie Clemente et les guitaristes Eric Peterson et Derek Ramirez. Le groupe est rapidement rejoint par le bassiste Greg Christian et le chanteur Steve Souza, puis Ramirez est remplacé par le jeune prodige guitariste  Alex Skolnick, élève du célèbre et virtuose Joe Satriani, encore méconnu à l'époque. Plus tard, Steve Souza quitte la formation pour le groupe Exodus et suggère le nom de Chuck Billy comme son successeur. Initialement surnommé "The Legacy", pendant l'enregistrement de leur premier album, le groupe doit changer de nom pour des raisons de copyright et les membres choisissent "Testament".
Le premier album de Testament, The Legacy, voit le jour en 1987. Cet album, court et technique dans la pure lignée du thrash metal classique, est toujours considéré actuellement comme un classique du genre par les fans. La renommée de Testament fut instantanée dans les cercles du thrash et la formation fut comparée à Metallica, pionniers du genre. Le groupe met à profit cette célébrité dans une grande tournée aux États-Unis et en Europe, aux côtés d'Anthrax. Un Maxi (Live At Eindhoven) est enregistré pendant cette tournée.

### Popularité (1989–2002)
Le deuxième album du groupe, The New Order, sort en 1988. Il est globalement dans la même veine que son prédécesseur, et également suivi d'une tournée à succès. En 1989, les membres du groupe reviennent en studio pour enregistrer ce qui restera leur plus grand succès : Practice What You Preach. Les thèmes abordés sont beaucoup plus terre à terre que ceux (plus gothiques et occultes) abordés dans leurs deux premiers albums. Par la suite, Testament n'a jamais vraiment réussi à retrouver le succès qui était le sien avec Practice What You Preach. En 1990 sort Souls of Black, dont les ventes ne sont pas très bonnes. Puis, en 1992, dans un espoir de recapturer l'attention d'un public plutôt acquis au mouvement grunge, le groupe sort The Ritual qui renoue avec un son plus heavy metal traditionnel. Là non plus les ventes ne suivent pas et le groupe commence à imploser.
Alex Skolnick, le guitariste leader, frustré par les limitations stylistiques du groupe quitte celui-ci pour rejoindre Savatage, puis c'est au tour du batteur Louie Clemente de s'en aller. En 1993, ceux-ci sont remplacés par le guitariste et le batteur du groupe de thrash Forbidden, Glen Alvelais et Paul Bostaph. La nouvelle formation sort alors un maxi, Return To The Apocalyptic City. Mais Glen Alvelais quitte le groupe et Paul Bostaph rejoint Slayer peu après. Entre de nombreux changements de line-up, le groupe sort les albums Low (1994), Demonic (1997) qui voit le groupe expérimenter un son plus Death metal et The Gathering (1999). Malgré la découverte de cancers chez deux de leurs membres, Testament enregistre en 2001 une compilation des meilleurs morceaux de leurs deux premiers albums (First Strike Still Deadly).

### Réunion etThe Formation of Damnation(2003–2010)

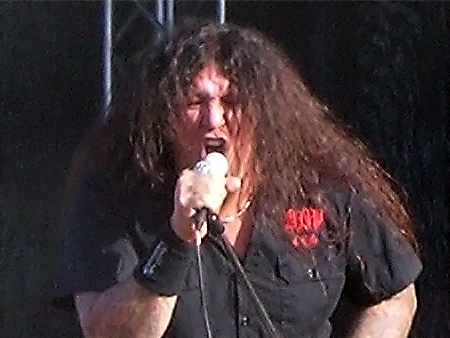
Chuck Billy, au Sweden Rock en 2008.

En 2003, Chuck Billy est en convalescence, étant traité pour une forme rare de cancer des testicules, et le groupe commence de nouveau à jouer en live avec un nouveau batteur, Jon Allen de Sadus. En 2004, le groupe change encore sa formation. Jon Allen est remplacé par Paul Bostaph, ce dernier retournant au sein du groupe après presque une décennie d'absence. Le guitariste Steve Smyth quitte le groupe pour se joindre à Nevermore, et est remplacé par le guitariste « Metal » Mike Chlasciak.
En mai 2005, Testament est annoncé pour une brève tournée européenne - 10 Days in May Tour - avec sa formation originale composée de Billy, Peterson, Skolnick et Christian ; la batterie est partagée par John Tempesta et Louie Clemente. Plus tard la même année, Skolnick tourne avec la Trans-Siberian Orchestra. Testament joue pour la première fois au Moyen-Orient au festival Dubai Desert Rock en mars 2006. En juillet 2007, le groupe participe au Jaxx Nightclub de Springfield, en Virginie, avec Paul Bostaph à la batterie. Le retour de Bostaph est ensuite officiellement confirmé pour un nouvel album. Le groupe joue une nouvelle chanson en concert, intitulée The Afterlife. En février 2008, le groupe publie la chanson More than Meets the Eye de leur nouvel album, sur leur page MySpace. En avril 2008, Testament est confirmé pour le festival Monsters of Rock d'Ozzy Osbourne organisé le 26 juillet 2008, à Calgary, en Alberta, au Canada.
Testament publie son premier album studio en neuf ans, The Formation of Damnation, le 29 avril 2008, au label Nuclear Blast Records. Il s'agit du premier album de Testament à faire participer Alex Skolnick à la guitare depuis The Ritual en 1992, et à faire participer le bassiste Greg Christian depuis Low en 1994,. Le groupe est confirmé au Gillmanfest, un festival de rock organisé le 24 mai 2008, à Valencia, Venezuela, visitant la Colombie. En juin 2008, Testament participe au Download Festival, organisé au Donington Park, au Royaume-Uni. Le 22 octobre 2008, Testament annonce l'arrivée du guitariste Glen Drover (ex-Megadeth et King Diamond) pour leur tournée mexicaine avec Judas Priest, après le départ d'Alex Skolnick.
À la fin de septembre 2008, Testament est annoncé à la tournée européenne Priest Feast avec Judas Priest et Megadeth en février et mars 2009. Le 25 mars 2009, Testament joue un concert spécial à la O2 Islington Academy de Londres, où ils performent leurs deux premiers albums (The Legacy et The New Order) avec le groupe de thrash britannique Sylosis. Toujours en 2009, Testament passe six semaines en tournée américaine en soutien à leur album The Formation of Damnation, avec Unearth et Lazarus A.D.. Au début de 2010, Testament tourne aux États-Unis avec Megadeth et Exodus ; Alex Skolnick n'y participera pas et sera remplacé par Glen Drover. En août, Testament tourne en Australie.

### Dark Roots of Earth(2010–2013)
Au début de 2009, Testament commence à écrire son dixième album. Dans une interview avec Metalheadz, le guitariste Eric Peterson explique que quatre chansons ont été écrites, et qu'« il y a d'autres gars dans le groupe qui adorent jouer un style de rock plus mélodique, mais le prochain album sera plus lourd. » En janvier 2011, au festival 70000 Tons of Metal, le chanteur Billy révèle six nouvelles chansons de Testament. Le 18 mai 2011, le guitariste Alex Skolnick poste une mise à jour sur Twitter explique : « Une autre chanson de faite ! Mes riffs de la semaine dernière [plus] quelques autres [ceux du guitariste Eric Peterson] sont achevés. Encore une de plus et on y est. »

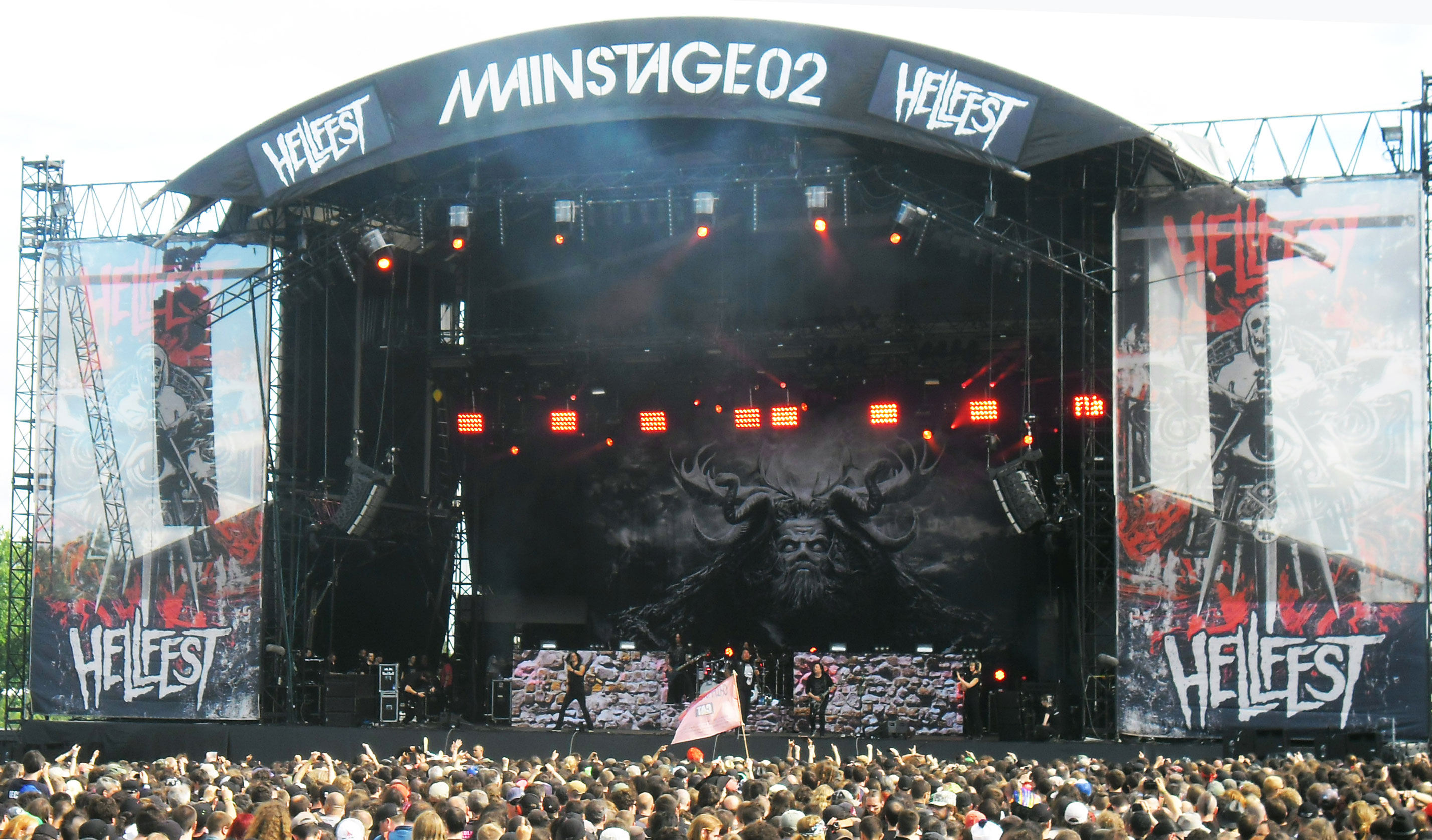
Testament au Hellfest 2013

Testament commence à enregistrer son album le 20 juin 2011. Paul Bostaph ne peut participer aux enregistrements à cause d'une « blessure grave ». Gene Hoglan, qui joue de la batterie sur l'album Demonic (1997), remplace Bostaph. Il est aussi annoncé que le batteur de Lamb of God, Chris Adler, participera aux pistes bonus. Testament participe à des dates californiennes du Mayhem Festival de Rockstar Energy Drink en été 2011, replaçant In Flames. Le 14 juillet 2011, le titre du dixième album de Testament, Dark Roots of Earth, est annoncé, et l'album est repoussé au 27 juillet 2012. Dark Roots of Earth débute 12e du Billboard 200, la meilleure place atteinte par le groupe en date. Avant la publication de l'album, le groupe tourne à la fin de 2011 avec Anthrax et Death Angel. Overkill est invité la tournée, mais ne peut y participer à cause de la pré-production de son dixième album, The Electric Age.

### Dark Roots of ThrashetBrotherhood of the Snake(depuis 2013)
En août 2012, le guitarist Eric Peterson annonce l'enregistrement d'un onzième album si Dark Roots of Earth se passe bien. Le 13 septembre 2013, Billy explique au Rock Overdose que Testament écrira et enregistra son album entre janvier et avril 2014. Testament publie un double/DVD live, Dark Roots of Thrash, le 15 octobre 2013.
En mai 2016, Billy confirme un nouvel album intitulé Brotherhood of the Snake. The Brotherhood of the Snake est prévu pour le 28 octobre 2016.
Alors que le groupe rentre de sa tournée européenne début 2020, le chanteur Chuck Billy est testé positif au coronavirus. Cela n'empêchera pas la sortie de leur douzième album, Titans of Creation, le 3 avril 2020.
Dave Lombardo reviendra dans le groupe en 2022, avant d'être vite remplacé par le batteur Chris Dovas.

## Membres

### Membres actuels
- Eric Peterson – guitare rythmique, guitare solo, chœurs (depuis 1983)
- Alex Skolnick – guitare rythmique, guitare solo, chœurs (1983–1993, 2001, depuis 2005)
- Chuck Billy – chant (depuis 1986)
- Dave Lombardo – batterie (1998–1999, depuis 2022)
- Steve DiGiorgio – basse (1998–2004, depuis 2014)

### Anciens membres
- Mike « The Rottweiler » Ronchette – batterie (1983)
- Derek Ramirez - chant (1983), basse (1997)
- Steve Souza - chant (1983–1986)
- Greg Christian - basse (1983–1996, 2004–2014)
- Louie Clemente - batterie (1983–1993, 2005)
- Glen Alvelais - guitare (1993, 1997–1998)
- Paul Bostaph - batterie (1993, 2004, 2007–2011)
- John Tempesta - batterie (1993–1994, 2001, 2005, 2011)
- Jon Dette - batterie (1994–1995, 1997–1998, 1999)
- James Murphy - guitare (1994–1996, 1998–2000)
- Chris Kontos – batterie (1995–1996)
- Jon Allen – batterie (1999–2003, 2007, 2011)
- Mike Chlasciak –  guitare (2002, 2004–2005)
- Nick Barker - batterie (2006–2007)
- Gene Hoglan- batterie (2012-2022)

### Membres live
- Steve Jacobs – batterie (1997, 1999)
- Asgeir Mickelson – batterie (2003)
- Steve Smyth – guitare (2000–2004)
- Glen Drover – guitare (2008, 2010)
- Mark Hernandez – batterie {2012)
- Tilen Hudrap – basse (2015)
- Alex Bent – batterie (2015)

## Discographie

### Albums studio
- 1987 : The Legacy
- 1988 : The New Order
- 1989 : Practice What You Preach
- 1990 : Souls of Black
- 1992 : The Ritual
- 1994 : Low
- 1997 : Demonic
- 1999 : The Gathering (réédité en 2008)
- 2008 : The Formation of Damnation
- 2012 : Dark Roots of Earth
- 2016 : Brotherhood of the Snake
- 2020 : Titans of Creation

### Albums live
- 1995 : Live at the Fillmore
- 2005 : Live in London (CD et DVD)
- 2013 : Dark Roots of Thrash (CD et DVD)

### EPs
- 1987 : Live At Eindhoven
- 1993 : Return To The Apocalyptic City

### Compilations
- 1996 : The Best of Testament
- 1997 : Signs of Chaos
- 2001 : The Very Best of Testament
- 2001 : Days of Darkness (2001)
- 2001 : First Strike Still Deadly
- 2007 : The Spitfire Collection